# Stary Chwalim
Stary Chwalim (deutsch Alt Valm) ist eine Ortschaft im Powiat Szczecinecki (Neustettiner Kreis) in der polnischen Woiwodschaft Westpommern. Der Ort ist Teil der Stadt- und Landgemeinde Barwice (Bärwalde).

## Geographische Lage
Das Kirchdorf liegt in Hinterpommern, links der Persante (poln. Parsęta), etwa 45 Kilometer südsüdöstlich von Köslin (Koszalin), 24 Kilometer westnordwestlich von Neustettin (Szczecinek) und fünf Kilometer nordöstlich von Bärwalde (Barwice).

## Geschichte

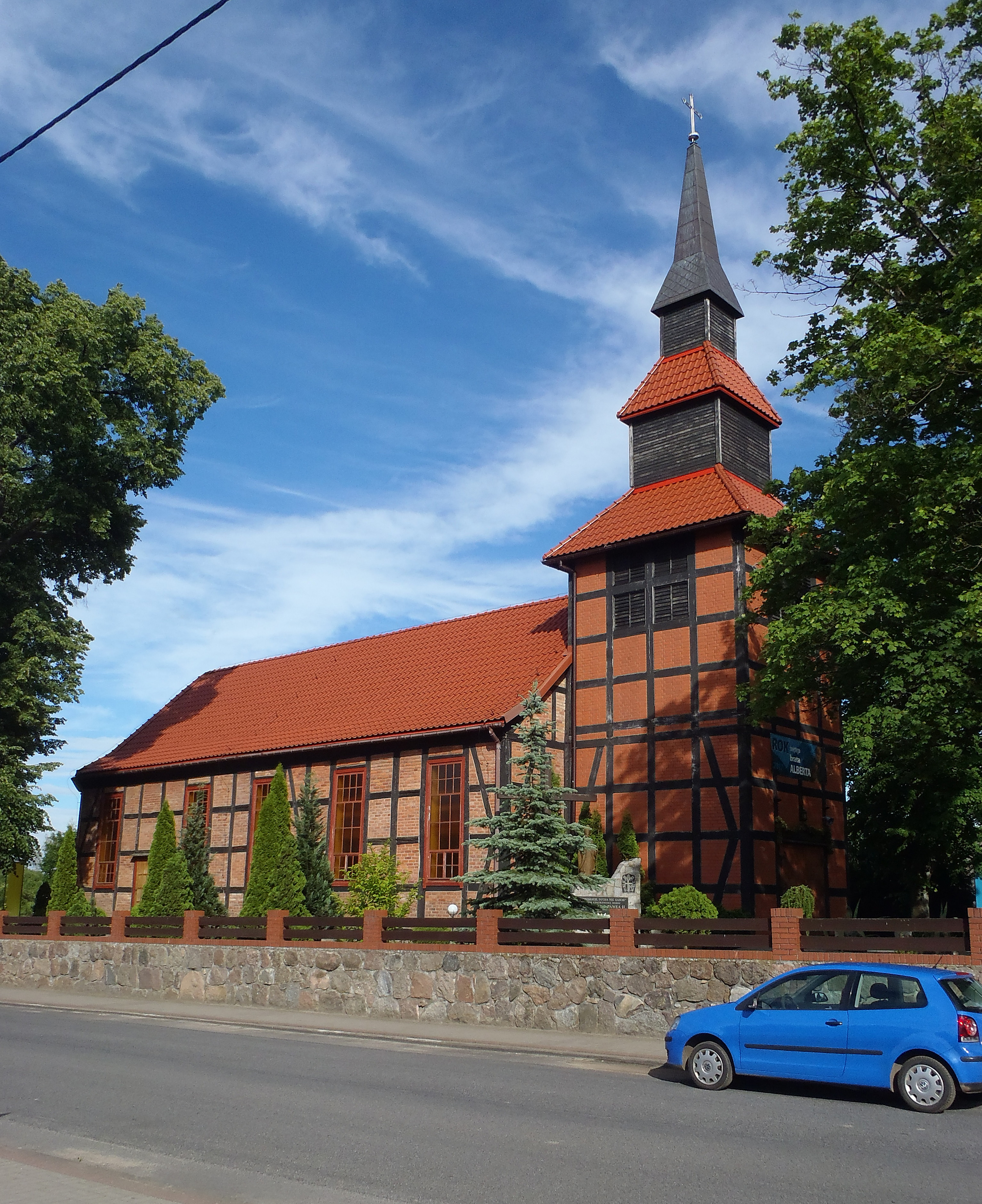
Dorfkirche, bis 1945 Gotteshaus der evangelischen Gemeinde Alt Valm

Das Dorf Alt Valm ist aus dem adligen Dorf Valm hervorgegangen, das aus mehreren Anteilen bestand und ein altes Lehen der alteingeborenen pommerschen Familie Glasenapp war, die schon im 17. Jahrhundert hier Rittersitze besaß. Im 18. Jahrhundert bestanden in Valm drei Rittergüter.  Laut Vasallen-Tabelle war die Familie Zastrow 1787 Besitzerin des Guts Valm A, B, C, D gewesen. Einen Teil des Gutes Valm hatte der Kammerherr Zastrow, auf Kölpin, im Jahr 1777 von dem Oberlieutenant Bernhard Friedrich von Münchow käuflich erworben. Über die Veränderungen der Besitzverhältnisse bis zum Ende es 18. Jahrhunderts hat Brüggemann, zu dessen Zeit das Dorf als das größte des Herzogtums Pommern galt, einige detailliertere Angaben gemacht. Um 1830 waren hier fünf Landgüter, und das für diese zuständige Patrimonialgericht befand sich im Gut B.
Vor Mitte des 19. Jahrhunderts war sechs Kilometer südöstlich des Dorfkerns von (Alt) Valm im Gutsbezirk Valm A die Siedlung oder „Kolonie“ Neu Valm angelegt worden, die aber noch keine eigenständige Landgemeinde war. Für die restliche Ortschaft, die ebenfalls noch keine eigenständige Landgemeinde war, kam danach die Ortsbezeichnung Alt Valm in Gebrauch. In den beiden Dorfbezirken Alt und Neu Valm wurde 1854 der Rezess zur Separation der gutsherrlichen und bäuerlichen Verhältnisse vollzogen; nach dem Rezess waren im Bauerndorf Alt Valm an Grundbesitzern vorhanden: ein Freischulze, zwei Vollbauern, 66 Halbbauern, ein Kossäte und vier Büdner.
Das Allodial-Rittergut Alt Valm befand sich seit 1854 im Besitz von August Müller.  Die Familie Müller war auch noch um 1880 sowie bis 1945 Besitzerin des Ritterguts.
Die im Jahr 1865 vom preußischen Fiskus im Dorf Valm erhobenen Grundsteuern betrugen
- im Steuererhebungsbezirk Alt Valm: 589 Reichstaler und 23 Silbergroschen
- im Steuererhebungsbezirk Neu Valm: 63 Reichstaler, 24 Silbergroschen und 5 Pfennige
- im Gutsbezirk Valm A: 141 Reichstaler, 16 Silbergroschen und 5 Pfennige
- im Gutsbezirk Valm B, C, D, E: 91 Reichstaler, 8 Silbergroschen und 9 Pfennige

Durch einen Erlass der königlichen Regierung vom 30. November 1874 wurde das Gut Valm A mit einem Flächeninhalt von 840,0570 Hektar vom Gutsbezirk Valm abgetrennt und zu einem selbständigen Gutsbezirk mit dem Namen Gut Neu Valm erklärt; gleichzeitig schied das Bauerndorf Neu Valm aus dem Dorfbezirk Valm aus und erhielt den Status einer eigenständigen Landgemeinde. Fortan existierten die beiden eigenständigen Landgemeinden (Alt) Valm und Neu Valm nebeneinander. Diese gehörten zu dem 1874 neu gebildeten Amtsbezirk Valm.
Um das Jahr 1896 waren in Alt Valm die Gutsbesitzer Friedrich Bülow, Hermann Gehrke, Karl Meinke, Karl Müller, August Plietz, Ferdinand Pommerening, Karl Schwandt und Karl Traum vertreten. Im Jahr 1921 werden die Gutsbesitzer Wilhelm Bülow, Georg Dewuske, Max Klapstein, Emil Pommerening, Carl Traum i. Bärwalde und Hermann Maczulaitis.
Am 1. April 1927 betrug die Flächengröße des Ritterguts Alt Valm 552 Hektar, und am 16. Juni 1925 hatte der  Gutsbezirk 197 Einwohner.
Die Gemarkung der Landgemeinde Alt Valm hatte Anfang der 1930er Jahre eine Flächengröße von 38,8 km², und auf ihr standen insgesamt 214 bewohnte Wohnhäuser an drei verschiedenen Wohnorten:
- Alt Valm
- Neu Valm
- Vorwerk Dombrowke

Um 1933 gab es in Alt Valm drei Gasthöfe, fünf Baugeschäfte, fünf Gemischtwaren-Handlungen, eine Mühle, eine Stärkefabrik sowie eine Reihe von Handwerksbetrieben.
Bis 1945 bildete Alt Valm eine Landgemeinde im Landkreis Neustettin in der preußischen Provinz Pommern des Deutschen Reichs. Alt Valm war bis 1945 dem Amtsbezirk Valm zugeordnet.
Gegen Ende des Zweiten Weltkriegs besetzte im Frühjahr 1945 die Rote Armee die Region. Nach Beendigung der Kampfhandlungen wurde Alt Valm zusammen mit Hinterpommern seitens der sowjetischen Besatzungsmacht der Volksrepublik Polen zur Verwaltung überlassen. Von der polnischen Behörde wurde das Dorf nun unter der Ortsbezeichnung  „Stary Chwalim“ verwaltet. In der Folgezeit wurde die einheimische Bevölkerung von der polnischen Administration aus dem Kreisgebiet vertrieben. Im Ort siedelten sich zugewanderte Polen an.

### Demographie
| Jahr | Einwohner | Anmerkungen |
| ---- | --------- | --- |
| 1783 | –         | adliges Dorf Valm mit Kirche, zwei Vorwerken und 97 Feuerstellen (Haushaltungen), größtes Dorf im königlich preußischen Herzogtum Pommern |
| 1818 | 0634      | adliges Kirchdorf Valm und Mühle |
| 1825 | 0634      | Dorf Valm mit einer Wassermühle und den Vorwerken Briesen (elf Ew.), Ludwigshütten (zehn Ew.) und Philippshütten (17 Ew.) |
| 1852 | 1405      | Dorf Valm |
| 1864 | 2414      | am 3. Dezember, im Dorf Valm, davon 1682 im Gemeindebezirk Alt Valm und 732 im Gemeindebezirk Neu Valm und den beiden Gutsbezirken Valm A und Valm B zusammen |
| 1867 | 1927      | am 3. Dezember, im Dorf Valm, davon 1311 im Gemeindebezirk Alt Valm, 235 im Gemeindebezirk Neu Valm sowie 179 im Gutsbezirk Valm A und 202 im Gutsbezirk Valm B |
| 1871 | 1931      | am 1. Dezember, im Dorf Valm, davon 1290 im Gemeindebezirk Alt Valm (1289 Evangelische und eine katholische Person), 249 im Gemeindebezirk Neu Valm (sämtlich Evangelische) sowie 226 im Gutsbezirk A (sämtlich Evangelische) und 166 im Gutsbezirk Valm B (160 Evangelische und sechs Juden)                                  |
| 1885 | 1453      | am 1. Dezember, im restlichen Dorf Valm oder in Alt Valm (nach 1874 erfolgter Ausgliederung des Dorfteils Neu Valm und Erhebung desselben zu einer eigenständigen Ortschaft), davon 1272 im Bauerndorf Alt Valm (1266 Evangelische, drei Katholiken, drei Juden) und 181 im Gutsbezirk Alt Valm (173 Evangelische, acht Juden) |
| 1910 | 1396      | Dorf und Rittergut, am 1. Dezember, davon 1223 im Gemeindebezirk und 173 im Gutsbezirk |
| 1925 | 1599      | davon 1594 Evangelische und vier Katholiken; nach anderen Angaben 1363 Einwohner |
| 1933 | 1572      | [ 26 ] |
| 1939 | 1542      | [ 26 ] |